# Podnebí Paříže
Podnebí Paříže je oceánické. Město se nachází v mírném podnebném pásu. Vliv oceánického podnebí je převládající oproti kontinentálnímu, takže jsou v Paříži relativně chladná léta (18 °C v průměru) a mírné zimy (průměr 6 °C). Častý je déšť ve všech ročních obdobích a měnící se počasí, ale s nižšími srážkami (641 mm), než jsou na pobřeží a několikastupňový rozdíl v teplotách (kontinentální vliv) uprostřed zimy a léta. Urbanistický vývoj způsobuje zvýšení teploty a pokles počtu dnů s mlhou.

## Charakteristika
Sluneční svit tvoří asi 1630 hodin za rok, což je relativně málo (francouzský průměr činí 1973 hodiny), město je známé mléčným, často zahaleným nebem, což je přímý důsledek přímořského vlivu. Počet mlžných dnů je nízký: v průměru jen třináct dní v roce a prudce klesá po celé století. Vítr je obecně mírný (zhruba 50 dnů s nárazy přesahujícími 50 km/h), vane převážně západním a jihozápadním směrem. Dne 26. prosince 1999 během vichřice, která postihla Evropu, byly na meteorologické stanici v parku Montsouris zaznamenány poryvy větru až 169 km/h . Na vrcholku Eiffelovy věže překročily dokonce 220 km/h, což je absolutní rekord okamžité rychlosti od zahájení meteorologických měření v roce 1873.
Dešťové srážky činí v průměru 641 mm za rok a v jednotlivých měsících jsou velmi vyrovnané, krajní hodnoty jsou 45,4 mm v únoru a 62 mm v květnu. Paříž má v průměru 111 deštivých dnů v roce, ale deště nejsou prudké. Bouře nastanou asi 18 dní v roce, většinou od května do srpna. Sníh je v Paříži vzácný (padá v průměru jen 15 dní v roce) a zřídkakdy vydrží v centru města déle než jeden den. Od začátku měření v parku Montsouris byl nejsušším rokem 1921, kdy napadlo pouze 267 mm a nejvlhčí byl rok 2000 s více než 900 mm.
Teplota překročí 25 °C v průměru 43 dny v roce a devětkrát ročně přesáhne 30 °C. Významným důsledkem urbanizace města je, že teplota v Paříži může být v průběhu noci a za svítání až o 4 °C vyšší než ve vzdálenějších předměstích.

## Průměrné měsíční teploty v Paříži (1961–1990)
| Měsíc                 | 01  | 02  | 03  | 04   | 05   | 06   | 07   | 08   | 09   | 10   | 11  | 12  | Rok  |
| --------------------- | --- | --- | --- | ---- | ---- | ---- | ---- | ---- | ---- | ---- | --- | --- | ---- |
| Průměrná teplota (°C) | 4,2 | 5,3 | 7,8 | 10,6 | 14,3 | 17,4 | 19,6 | 19,2 | 16,7 | 12,7 | 7,7 | 5,0 | 11,7 |

## Teplotní rekordy
| Teplotní rekordy (°C) | Teplotní rekordy (°C) | Teplotní rekordy (°C) | Teplotní rekordy (°C) |
| Měsíc                 | Minimum (rok)         | Maximum (rok)         |                       |
| --------------------- | --------------------- | --------------------- | --------------------- |
| Leden                 | −14,6 (1940)          | 16,1 (1999)           |                       |
| Únor                  | −14,7 (1956)          | 21,4 (1960)           |                       |
| Březen                | −9,1 (1890)           | 25,7 (1955)           |                       |
| Duben                 | −3,5 (1879)           | 30,2 (1949)           |                       |
| Květen                | −0,1 (1874)           | 34,8 (1944)           |                       |
| Červen                | 3,1 (1881)            | 37,6 (1947)           |                       |
| Červenec              | 6,0 (1907)            | 40,4 (1947)           |                       |
| Srpen                 | 6,3 (1881)            | 39,5 (2003)           |                       |
| Září                  | 1,8 (1889)            | 36,2 (1895)           |                       |
| Říjen                 | −3,1 (1890)           | 28,4 (1921)           |                       |
| Listopad              | −14,0 (1890)          | 21,0 (1899)           |                       |
| Prosinec              | −23,9 (1879)          | 17,1 (1989)           |                       |

## Galerie

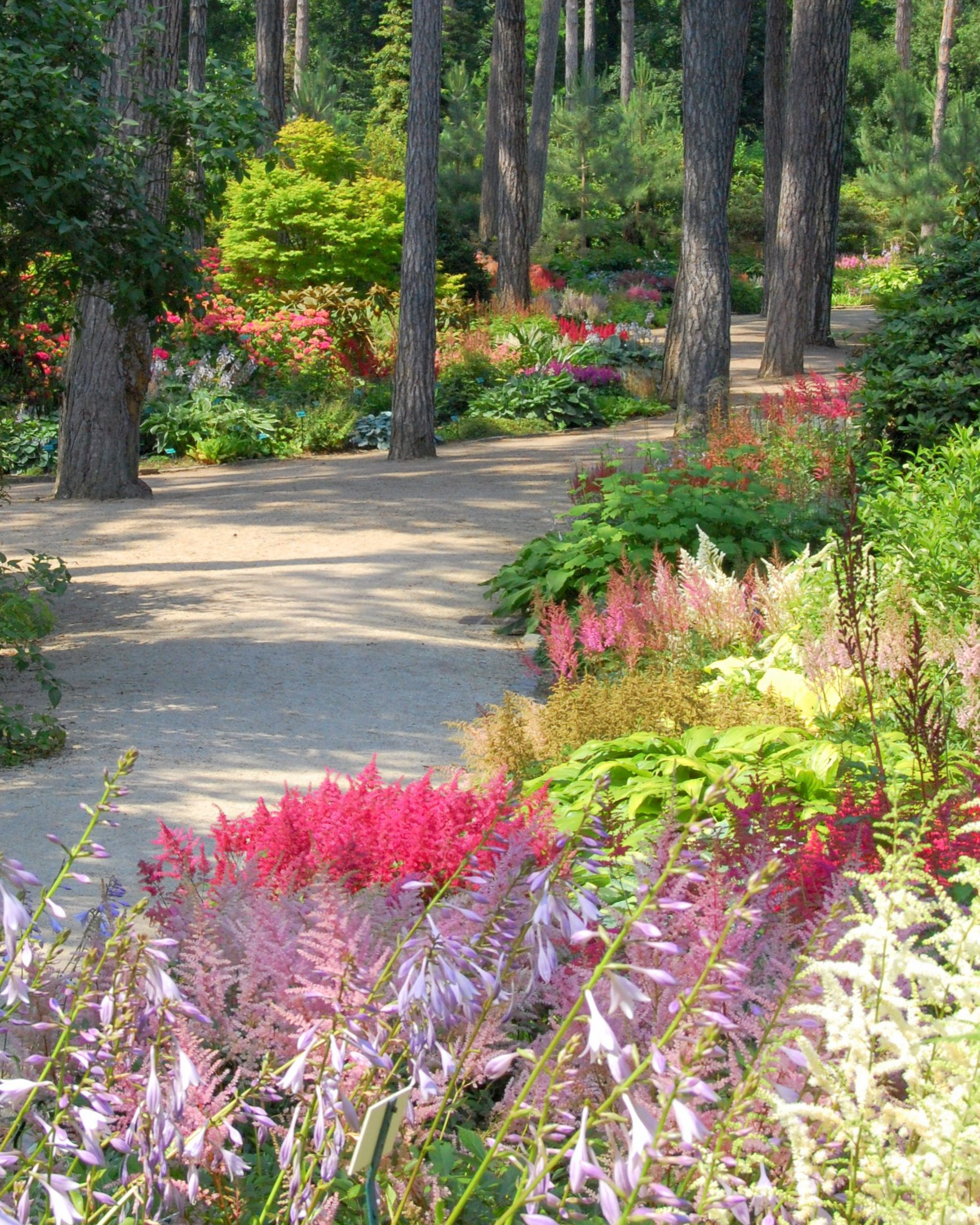
Jaro v Paříži (Parc floral)
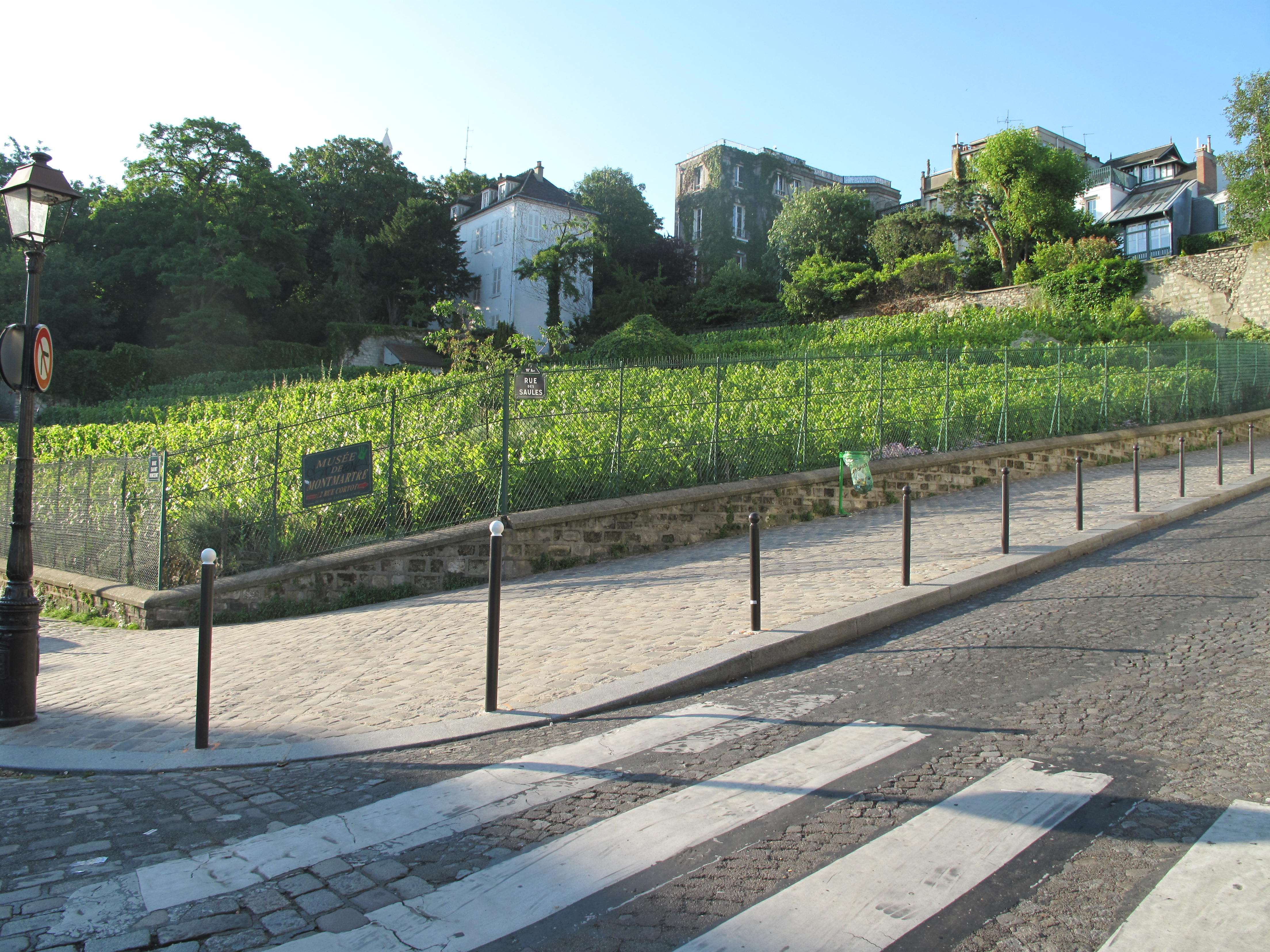
Léto v Paříži (Vinice na Montmartru)
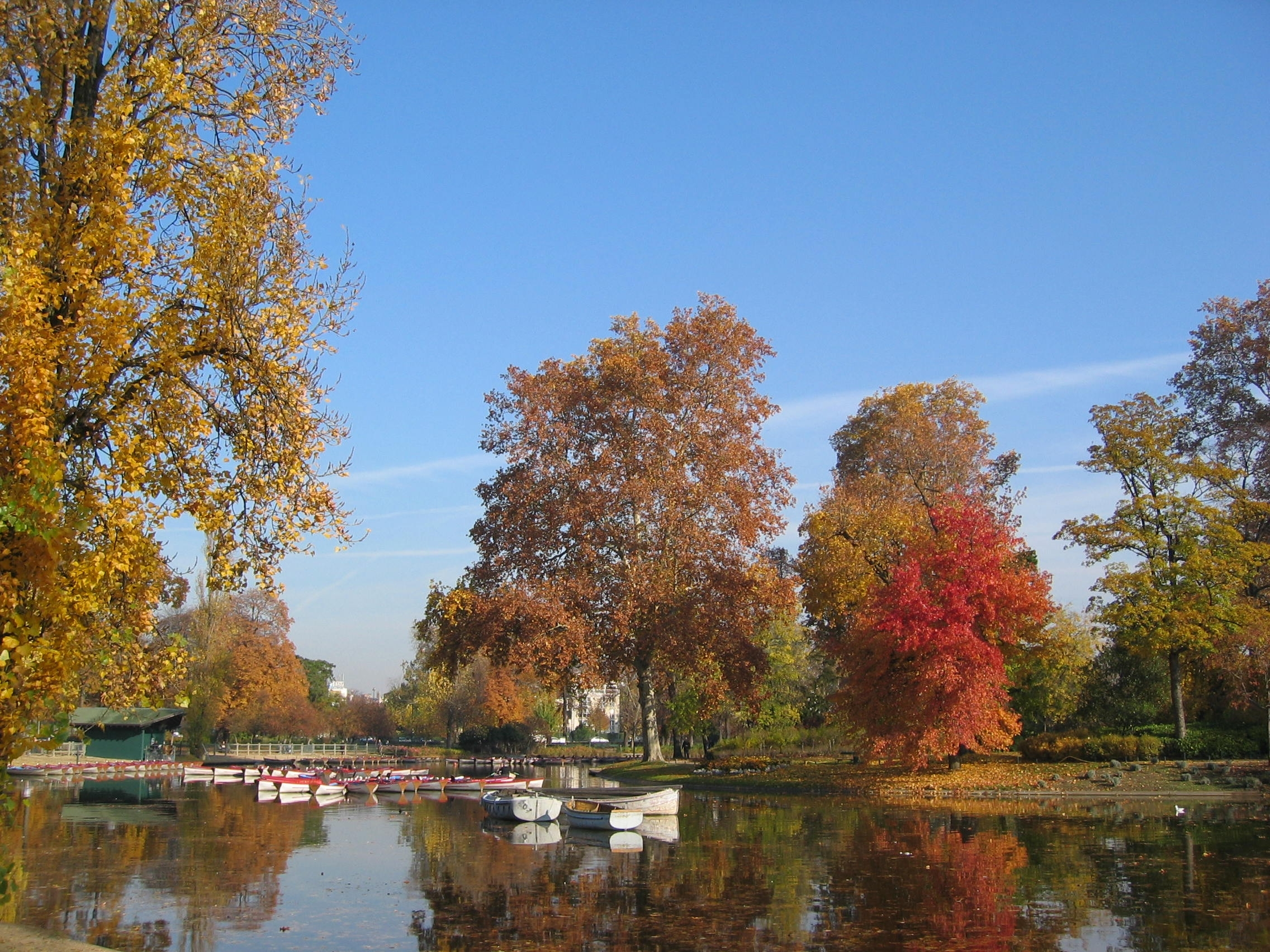
Podzim v Paříži (Vincenneský lesík)
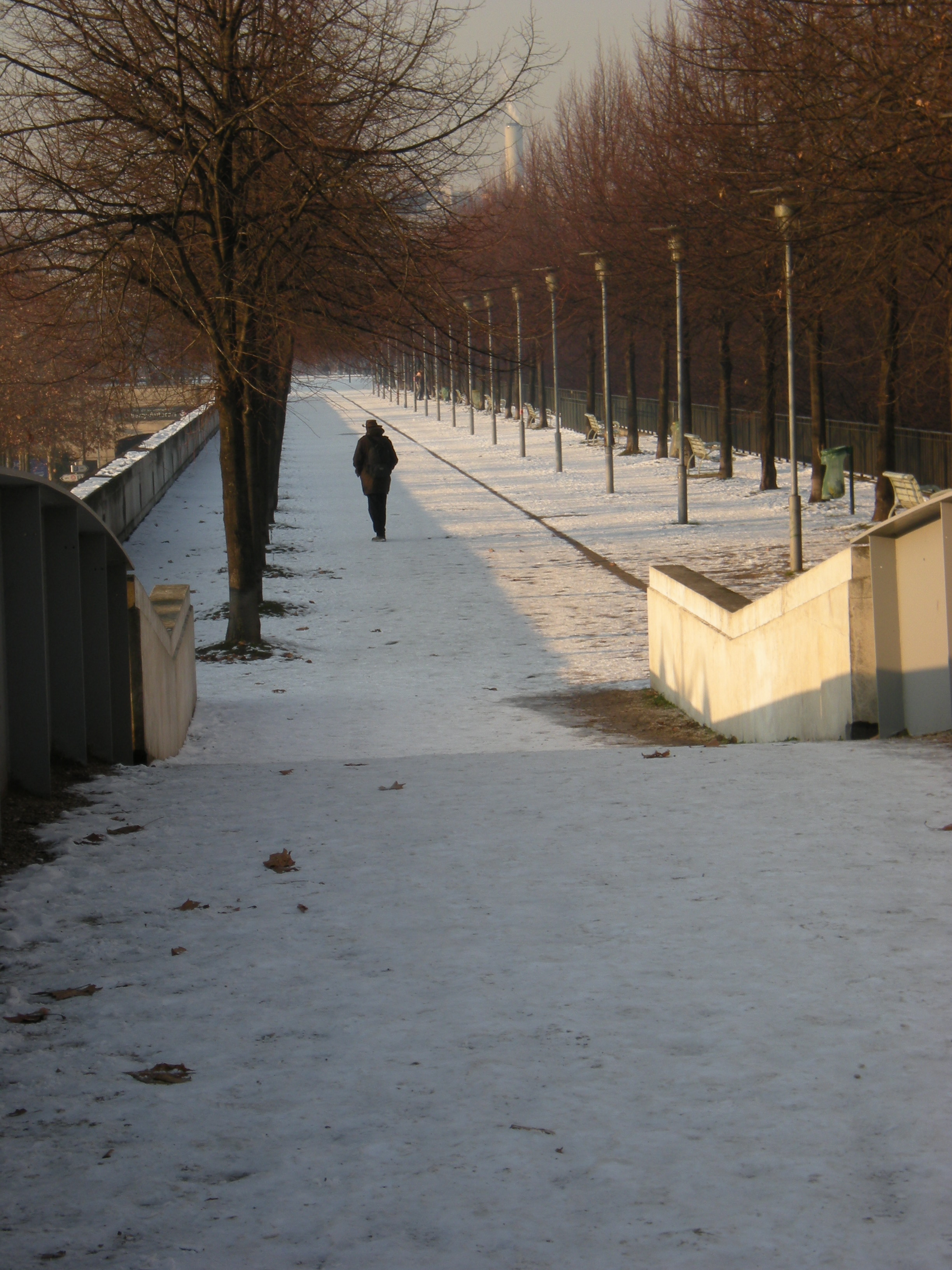
Zima v Paříži (Park Bercy)